# جونغ وو-جاي
جونغ وو-جاي (الكورية: 정우재) هو لاعب كرة قدم كوري جنوبي في مركز الدفاع، ولد في 28 يونيو 1992 في كوريا الجنوبية. لعب مع جيجو يونايتد.

## وصلات خارجية
- جونغ وو-جاي على موقع دوري كوريا الجنوبية (الإنجليزية)
- جونغ وو-جاي على موقع Soccerway.com (الإنجليزية)